# Sonny Liston
Charles L. "Sonny" Liston (Sand Slough (Arkansas), 1930 of 1932 – Las Vegas (Nevada), eind december 1970) was een Amerikaans bokser. Zijn bijnaam luidde The Big Bear.

## Loopbaan
Liston werd in 1962 wereldkampioen in het zwaargewicht door Floyd Patterson in de eerste ronde knock-out te slaan. Het was voor het eerst dat Patterson neerging en werd uitgeteld. Liston verdedigde zijn titel succesvol tegen diezelfde Patterson, in een gevecht dat exact twee seconden langer duurde dan hun eerste gevecht. Liston verloor in 1964 zijn titel aan Muhammad Ali toen hij voor de zevende ronde van hun gevecht niet meer uit zijn hoek kwam en opgaf. Sommige boze tongen spraken van een gearrangeerd gevecht. "Jij bent zo lelijk dat je langs de spiegel moet sluipen, wil die niet van de muur vallen", voegde Ali zijn tegenstander toe. Hij noemde hem The Ugly Bear. 
In 1965 stonden de twee weer tegenover elkaar. Het gevecht duurde minder dan twee minuten, Liston werd ogenschijnlijk licht geraakt door Ali en ging, voor het eerst in zijn carrière, neer en werd uitgeteld. Wederom werd er gesproken van een gearrangeerd gevecht, nu waren het niet de minsten die dit beweerden, onder hen waren Patterson, Jack Dempsey, Gene Tunney en Joe Louis. 
Sonny Liston bokste 54 profpartijen, won er 50, waarvan 39 door knock-out en verloor 4 partijen. 

## Geboorte en overlijden
Er is geen officiele geboorteakte. Bij de volkstelling van 1930 kwam hij bij het gezin niet voor, bij de volkstelling van 1940 werd hij als 10-jarige vermeld. Zelf hanteerde hij 8 mei 1932 en gebruikte dit bij de officiële gelegenheden. 
Liston werd op 5 januari 1971 door zijn vrouw dood aangetroffen in hun huis, hij was toen al 6-8 dagen dood. Op grond van een politieonderzoek werd een misdrijf uitgesloten: hartfalen met longproblemen. De doodsoorzaak zou een intraveneus toegediende overdosis heroïne zijn, wat gezien Listons fobie voor naalden opmerkelijk genoemd mag worden. Na zijn titelwinst weigerde Liston op Europees tournee te gaan, omdat hij dan ingeënt moest worden. Al deze zaken versterkten de geruchten dat Liston vermoord zou zijn, als gevolg van zijn contacten met de onderwereld. Listons dood ging als onopgelost de boeken in. 